# Deutsche Poolbillard-Meisterschaft 2018 (Ladies)
Die Deutsche Poolbillard-Meisterschaft 2018 war die 18. Austragung zur Ermittlung der nationalen Meistertitel der Ladies (Ü-40-Seniorinnen) in der Billardvariante Poolbillard. Sie wurde vom 4. bis 11. November 2018 in der Wandelhalle in Bad Wildungen im Rahmen der Deutschen Billard-Meisterschaft ausgetragen.
Es wurden die Deutschen Meisterinnen in den Disziplinen 8-Ball, 9-Ball und 10-Ball ermittelt.

## Medaillengewinner
| Disziplin | Gold                                     | Silber                                   | Bronze                                     | Bronze                                  |
| --------- | ---------------------------------------- | ---------------------------------------- | ------------------------------------------ | --------------------------------------- |
| 8-Ball    | Karin Michl (Fortuna Straubing)          | Manuela Barke (BC Schalke Gelsenkirchen) | Alexandra Lambauer (PSC Rhein Nahe Bingen) | Petra Braun (BC Ludwigsburg)            |
| 9-Ball    | Manuela Barke (BC Schalke Gelsenkirchen) | Petra Braun (BC Ludwigsburg)             | Birgit Heidorn (BSG Hannover)              | Nicole Kaldewey (BPG Linde-Mariendorf)  |
| 10-Ball   | Susanne Wessel (BV Pool 2000 Herne)      | Susanne Repplinger (PBC Dillingen)       | Manuela Barke (BC Schalke Gelsenkirchen)   | Tanja Peciak (BC Schalke Gelsenkirchen) |

## Modus
Die 32 Spielerinnen, die sich über die Landesmeisterschaften der Billard-Landesverbände qualifiziert haben, traten zunächst im Doppel-K.-o.-System gegeneinander an. Ab dem Achtelfinale wurde im K.-o.-System gespielt.